# O3 (Helsingør)
De O3 of Ringvej 3 (Nederlands: Ringweg 3) is een ringweg om de Deense stad Helsingør. De weg loopt van Snekkersten in het zuiden van Helsingør naar het westen van de stad. In Snekkersten sluit de weg aan op de O2, een andere ringweg van Helsingør.
Ongeveer de helft van de O3 bestaat uit twee rijstroken gelegen op één rijbaan (1x2). Bij het zuidelijke deel is wel middenberm aanwezig. Daar bestaat de weg uit vier rijstroken verdeeld over twee rijbanen (2x2).